# فرانسيسكا كامبوس
فرانسيسكا كامبوس (بالإسبانية: Francisca Campos) هي دراجة تشيلية، ولدت في 19 يوليو 1985 في أنتوفاغاستا في تشيلي.

## وصلات خارجية
- فرانسيسكا كامبوس على موقع إحصائيات الدراجات الإحترافية (الإنجليزية)
- فرانسيسكا كامبوس على موقع نسبة الدراجات (الإنجليزية)
- فرانسيسكا كامبوس على موقع أوليمبيديا (الإنجليزية)